# Коста-и-Силва, Артур да
Арту́р да Ко́ста-и-Си́лва (порт. Artur da Costa e Silva; 3 октября 1899, Такуари, Риу-Гранди-ду-Сул, Бразилия — 17 декабря 1969, Рио-де-Жанейро, Бразилия) — бразильский военный и государственный деятель, маршал, президент Бразилии в 1967—1969 годах.

## Ранние годы
Артур да Коста-и-Силва родился в штате Риу-Гранди-ду-Сул 3 октября 1899 года. Родители Коста-и-Силвы были потомками португальских колонистов, которые поселились в южной части сельхозугодий Бразилии. Его отец управлял универсальным магазином, принадлежавшим отцу его жены.
В возрасте десяти лет Коста-и-Силва поступил в военное училище Порту-Алегри, которое он окончил в 1917 году.

## Военная карьера

Коста-и-Силва в военной униформе

В 1922 году Коста-и-Силва участвовал в восстании тенентистов (лейтенантов), направленном против правительства Эпитасиу Песоа. Восстание не увенчалось успехом, Коста-и-Силва, как и другие его участники, был арестован, но вскоре выпущен на свободу в связи с амнистией.
В 1932 году Коста-и-Силва принимал участие в подавлении конституционалистов в Сан-Паулу.
В 1944 году обучался на военных курсах в США.
В 1950—1952 годах служил военным атташе в Аргентине.
Коста-и-Силва был произведён в генералы 2 августа 1952 года, а 25 ноября 1961 года повышен до звания генерала армии.

## Приход к власти
Артур да Коста-и-Силва был одним из организаторов переворота 1964 года, в результате которого был свергнут президент Жуан Гуларт. После установления военной диктатуры занимал пост военного министра в правительстве Умберту Кастелу Бранку. В 1966 году ушёл в отставку, чтобы баллотироваться на пост президента Бразилии.

## На посту президента

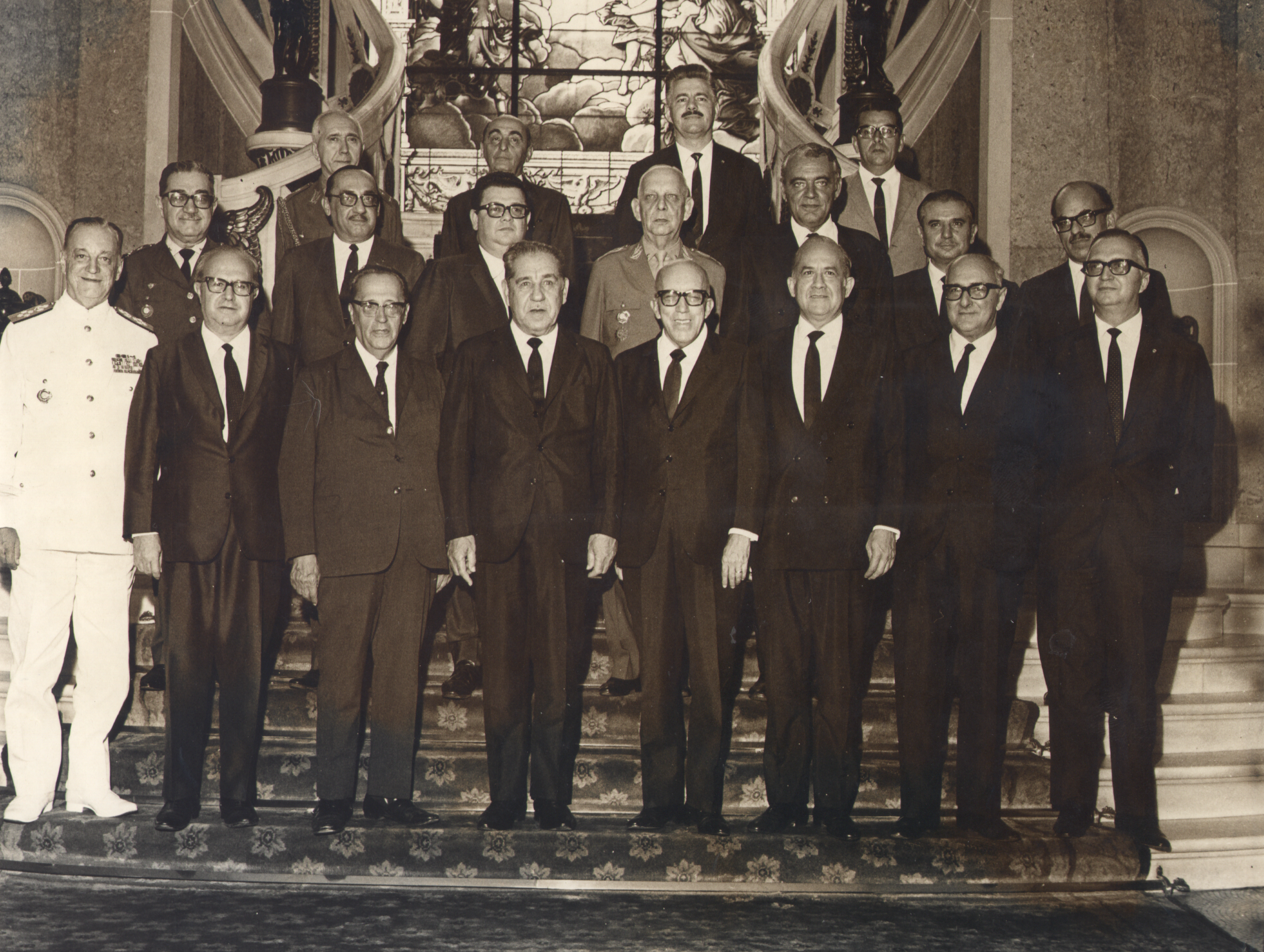
вступивший в должность Президент страны Коста-и-Силва с кабинетом министров, 15 марта 1967.

Согласно новой Конституции 1967 года, президент должен был избираться теперь не на прямых выборах, а абсолютным большинством голосов обеих палат Конгресса. Коста-и-Силва был выдвинут кандидатом от поддерживаемой военными Альянса национального обновления (ARENA). Он был единственным кандидатом на этих выборах, другие партии и оппозиция отказались выставлять своих кандидатов в знак протеста против военной диктатуры. В любом случае доминирование ARENA в Конгрессе было настолько безусловным, что президентская кампания по существу закончилась выдвижением Коста-и-Силвы. Он был избран 3 октября 1966 года 295 голосами за и против 0 при 41 воздержавшемся и 136 членах, не голосующих. Артур да Коста-и-Силва принёс присягу президента 15 марта 1967 года. На посту президента он запомнился как один из самых репрессивных диктаторов за всю историю Бразилии.
Став президентом, он объявил вне закона Широкий фронт, оппозиционное движение, объединявшее политиков периода до 1964 года. Он боролся с инфляцией, пересмотрел государственные зарплаты и увеличил внешнюю торговлю. Он также начал административную реформу, расширил системы связи и транспорта, но не смог решить ряд проблем в системе образования. 
Именно в годы правления Косты-и-Силвы в стране начался пятилетний период «бразильского экономического чуда»: благодаря экономической политике министра финансов Делфина Нету был достигнут рост экономики 11—12 % в год.
23 августа 1968 года президент Бразилии Артур да Коста-и-Силва подписал указ о строительстве автодорожного моста через залив Гуанабара, соединяющий муниципалитеты Рио-де-Жанейро и Нитерой. 9 ноября 1968 года состоялась официальная церемония закладки моста, на которой присутствовали королева Великобритании Елизавета II и принц Филипп. Строительные работы начались в январе 1969 года. В строительстве моста принимали участие промышленные и строительные фирмы Англии, Италии, США, Франции, Швеции и Канады. Сам президент до окончания строительства моста не дожил. 
13 декабря 1968 года правительство Косты-и-Силвы приняло Институционный акт № 5, который ограничивал права граждан Бразилии и фактически провозглашал тоталитарную военную диктатуру в стране. Конституция потеряла свою силу, а Конгресс был распущен. По всей Бразилии прошли многочисленные демонстрации протеста, которые были жестоко подавлены армией. Коста-и-Силва получил неограниченые диктаторские полномочия. 
Также при Косте-и-Силве полицией были организованы так называемые «батальоны смерти», направленные на борьбу с бродягами и беспризорниками.
Во внешней политике Коста-и-Силва последовательно ориентировался на США.

## Завершение карьеры и смерть
В конце августа 1969 года у Косты-и-Силвы случился инсульт. Высшие военные чины Бразилии решили воспользоваться ситуацией и сместить недееспособного президента. В результате власть оказалась в руках военной хунты в составе генералов Аурелиу Тавариса, Марсиу Мелу и адмирала Аугусту Радемакера.
17 декабря того же года Коста-и-Силва умер от сердечного приступа. Был похоронен на кладбище Святого Иоанна Крестителя в Рио-де-Жанейро.

## Память
В честь Косты-и-Силвы назван мост, соединяющий муниципалитеты Рио-де-Жанейро и Нитерой через залив Гуанабара.

## В культуре
Артур Коста-и-Силва показан в бразильском популярном сериале «Хозяйка судьбы» (2004—2005) в первой серии, посвящённой событиям 1968 года. Образ президента воплотил актёр Пауло Жозе.